# ای‌تی‌اندتی
شرکت مخابرات آمریکا (به انگلیسی: AT&T) بزرگ‌ترین شرکت مخابرات تلفن ثابت، سرویس‌دهنده اینترنت پهن‌باند، اشتراک تلویزیون اینترنتی و دومین اپراتور شبکه تلفن همراه آمریکا است. مرکز این شرکت، در شهر دالاس، تگزاس است.
این شرکت، در سال ۲۰۱۲ به عنوان هفتمین شرکت بزرگ آمریکایی بر پایه میزان درآمد، انتخاب شد. ای‌تی اند تی، همچنین پنجمین شرکت بزرگ غیرنفتی در ایالات متحده، پس از اپل، وال‌مارت، جنرال الکتریک و بنک آو آمریکا است. این شرکت، سومین شرکت بزرگ ایالت تگزاس، پس از اکسان‌موبیل و کونوکو فیلیپس و نیز به عنوان بزرگ‌ترین شرکت شهر دالاس شناخته می‌شود. ای‌تی اند تی، در سال ۲۰۱۲ در فهرست بزرگ‌ترین شرکت‌های دنیا، رتبه هفدهم را به خود اختصاص داد. این شرکت در سال ۲۰۱۱ با ۱۰۰٫۷ میلیون مشترک، به عنوان بزرگ‌ترین اپراتور تلفن همراه جهان شناخته شد.
شرکت ای‌تی اند تی، یکی از هفت شرکت عامل منطقه‌ای بل‌ساوت بود، که با نام شرکت ساوث‌وسترن بل شناخته می‌شد.

## تاریخچه
در سال ۲۰۲۰ در پی تضعیف شرکت بل، به شرکت تلفن و تلگراف آمریکا (تأسیس ۱۸۸۵ و بعدها با نام ای‌تی اند تی کورپ) پیوست؛ ولی در سال ۱۹۹۵ پس از طرح دعوی در دادگاه ایالات متحده، شرکت بل جنوب غربی، به یک شرکت مستقل تبدیل شد و نام آن نیز، به «شرکت ارتباطات اس‌بی‌سی»، تغییر پیدا کرد.
در سال ۲۰۰۵ شرکت ارتباطات اس‌بی‌سی موفق شد مالک پیشین خود یعنی شرکت تلفن و تلگراف آمریکا را خریداری نماید. سپس دو شرکت با هم ادغام شده و نام شرکت جدید «ای‌تی‌اند‌تی» انتخاب شد. همچنین شرکت جدید از برند و نماد سهام شرکت تلفن و تلگراف آمریکا استفاده کرد.
در حال حاضر، اِی‌تی اَند تی، توسعه یافته و از مجموع ۲۲ شرکت عامل بل، ده شرکت را در اختیار دارد. همچنین مالک چندین شرکت مخابراتی است.

## زمینهٔ فعالیت
بخش عمدهٔ این شرکت، در زمینهٔ ارتباطات راه‌دور، فعالیت می‌نماید و به‌عنوان بزرگ‌ترین شرکت مخابراتی و نیز استانداردی برای شرکت‌های مخابراتی تبدیل شده است.

## همکاری با سازمان‌های اطلاعاتی
در همکاری مشترک با آژانس امنیت ملی، شرکت ای‌تی اند تی، عملیات رهگیری اتاق ۶۴۱ای را در ساختمان اس‌بی‌سی کامیونیکیشنز در سان فرانسیسکو کالیفرنیا با هدف جاسوسی ترافیک اینترنت انجام می‌دهد. آژانس اطلاعات مرکزی آمریکا (سیا) سالانه مبلغ ۱۰ میلیون دلار به ای‌تی‌اند‌تی می‌پردازد تا به متن تماس‌های تلفنی کشورها از جمله شهروندان آمریکایی و دیگر کشورها دسترسی پیدا کند. ای‌تی‌اند‌تی در برنامه‌های فرویو و مین‌وی با آژانس امنیت ملی همکاری می‌کند.

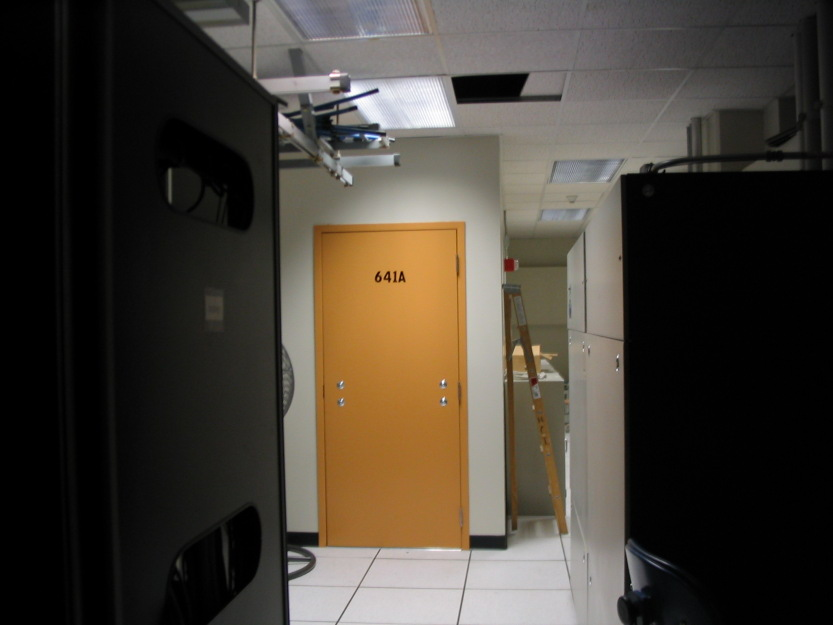
بیرون اتاق ۶۴۱ای در سان فرانسیسکو کالیفرنیا که در آن عملیات رهگیری با هدف جاسوسی ترافیک اینترنت انجام می‌شود

## ایران
در مهر ۱۳۹۵ مجله نیویورک تایمز نوشت که دسترسی به خدمات تلفن‌همراه و اینترنت شرکت ارتباطات راه دور آمریکا (ای‌تی‌اند‌تی) با همکاری شرکت رایتل در ایران امکان‌پذیر‌شده‌است.